# Брајтонов циклус
Брајтонов циклус је термодинамички принцип, који описује процес у гасној турбини, турбомлазном мотору, набојно млазном мотору, мотору са унутрашњим сагоревањем и у гасним турбинама са спољним сагоревањем.
Циклус је добио име по америчком инжењеру Џорџу Брајтону, који је патентирао клипни мотор са унутрашњим сагоревањем, заснованом на овом његовом циклусу.
Понекад се овај циклус назива „Џулов циклус“, након што је енглески физичар Џејмс Џул, дефинисао механички еквивалент топлоте.

## Историја
Џорџ Брајтон је 1872. године поднео захтев за патент за свој изум принципа рада мотора са унутрашњим сагоревањем. Мотор користи посебан клипни компресор и експандер. Компримовани ваздух се загрева са унутрашњим сагоревањем, пошто је клип ушао у крајњи горњи положај цилиндра. Брајтон патент је доказан и индустријализован и комерцијализован за различите намене, као што је покретање пумпи за воду, млинова, чак и бродова.
Критичари су омаловажавали значај мотора јер је ефикасност била свега око 17%.
Данас је термин Брајтонов циклус повезан са гасним турбинама и ако је он градио само клипне моторе, са унутрашњим сагоревањем. Аналогија је потпуна, тако да се Брајтонов циклус користи у оба случаја, за оба мотора са унутрашњим сагоревањем, за млазне моторе и за турбине са споњним сагоревањем.
Брајтон циклус се обично посматра као отворени систем, то је конвенционално, претпоставља се за потребе термодинамичке анализе да се поново користе издувни гасови у улаз, што омогућава анализу као затвореног система.
Још један занимљив део историје Брајтоновог циклуса је његова употреба у Селден патенту (енгл. George B. Selden. Креативни адвокат Селден, тврдио је да је патент са унутрашњим сагоревањем за погон аутомобила. Патентна документација је показала да је коришћен Брајтонов циклус мотора. Уместо плаћања хонорара Хенри Форд је правно обарао Селденов патент. Форд тврди да његов аутомобил користи 4-тактни Ото циклус, а не Брајтонов, приказан у патенту Селдена. Форд је коначно добио спор.

## Модел
Графичка илустрација Брајтоновог циклуса је приказана са дешавањима у између обележене четири граничне тачке (1-2, 2-3, 3-4 и 4-1) и представљају познате термодинамичке процесе:
- 1 - 2 изентропа, компресија (dq=0; >0, <0),
- 2 - 3 изобара, довођење топлоте (=0, >0, >0),
- 3 - 4 изентропа, експанзија (dp<0, =0, >0),
- 4 - 1 изобара, одвођење топлоте (=0, <0, <0).

Затворен простор између назначених кривих представља рад J
|                                                                                                |               |                 |               |             |
| Ознаке: \| - - притисак \| - - запремина \| - - температура \| - - ентропија \| - - топлота \| |               |                 |               |             |
| Шема принципа Брајтоновог циклуса.                                                             |               |                 |               |             |
| - - притисак                                                                                   | - - запремина | - - температура | - - ентропија | - - топлота |

Брајтонов модел мотора се састоји из три компоненте:
- компресора гаса,
- коморе за мешање и
- експандера.

У 19-том веку је дефинисан циклус оригиналног Брајтоновог мотора, где исти узима околни ваздух у клипни компресор, сабија га у цилиндру, у идеалном случају је то изентропски процес (крива 1-2, P-V и T-S дијаграмима). Компримовани ваздух затим пролази кроз комору за мешање, где му се додаје гориво. То је изобарски процес (крива 2-3, P-V и T-S дијаграмима). Затим се загрева (после компресије). Загрејана смеша и под притиском се запали у цилиндру, где се шири и енергија се ослобађа, кроз ширење продуката сагоревања и померање клипа у цилиндру. Идеално гледано то је изентропски процес (крива 3-4, P-V и T-S дијаграмима). Добијени рад клипа, крећући се кроз цилиндар, преноси се на радилицу, а његов део се користи за обнављање компресије.
Брајтонов циклус је пренет и на моделирање термодинамичког процеса гасне турбине, где су исто у питању три компоненте:
- компресор гаса,
- комора за сагоревање и
- турбина са експанзијом.

Идеалан Брајтонов циклус, турбинског мотора:
- Изентропски процес - ваздух је загрејан у компресору, где се сабија на већи притисак (крива 1-2, P-V и T-S горњих дијаграмима).
- Изобарски процес - компримовани ваздух затим пролази кроз коморе за сагоревање, где заједно са горивом учествује у процесу сагоревања, са ослобађањем топлотне енергије при константном притиску, пошто је слободан да се шири према спољњем отвореном простору (крива 2-3, P-V и T-S горњих дијаграмима).
- Изентропски процес - загрејан гас под притиском ослобађа енергију, шири се кроз турбину. Добијена енергија на турбини се претвара у рад, погона компресора (крива 3-4, P-V и T-S горњих дијаграмима).
- Изобарски процес - ослобађање топлоте гаса у слободну атмосферу (крива 4-1, P-V и T-S горњих дијаграмима).

На следећем дијаграму је то и конкретизовано, са повезивањем термодинамичких процеса са функцијама система турбинског мотора.
Функција турбо мотора се одвија са редоследном улогом његових система. Почињемо са слободним струјним током на усиснику, обележено на дијаграмима са „0“. У лету са крстарећом брзином, улазни ваздух се успорава до улаза у компресор, почетак тога система је обележен са „2“. У компресору статички притисак ваздуха расте и струјно поље је сабијено. У идеалном случају, компресија је изентропска, а температура је такође повећана, као што је приказано на дијаграмима, до излаза из система компресора, тачка 3. Пошто се компресија сматра као идеалан процес, то је изентропа, на дијаграму T-s приказано са вертикалном линијом. У стварности, компресија није изентропска и процес се не представља са правом линијом, због пораста ентропије струјног поља. Процес сагоревања у комори се одвија на константном притиску од почетка „3“ до краја „4“. Раст температуре зависи од врсте и квалитета горива и односа мешавине са ваздухом. Топли сагорели пролазе кроз погонску турбину, чији рад се одвија од „4“ од „5“. Турбина и компресор се налазе на истом вратилу, рад на турбини је тачно једнак потрошеном са компресором у сбијању новог ваздуха. Идеално гледано, пад температуре је исти, као што је био и пораст“. Кроз млазницу се затим одвија проток по изентропи. Експанзија према притиску у слободној атмосфери, од почетка „5“ до краја „8“. Напољу сезаршава циклус тока, све до услова у слободној атмосфери, а то је брзина нула и статички притисак који фактички јесте у тој средини.
Поједностављено, Брајтонов циклус се своди на:
- Адијабатски процес - компресија.
- Изобарски процес - довођење топлоте.
- Адијабатски процес - експанзија.
- Изобарски процес - одвођење топлоте.

Стварни радни циклус мотора одступа од идеалног, у току компресије и експанзије гаса постоје одређени губици, а исто тако при довођењу и одвођењу топлоте, то су извори неизбежне енергетске неефикасности. Надокнађивање ефикасности мотора у излазној снази, у принципу се најдиректније постиже са повећањем компресије. Због стварних губитака, током радног циклуса мотора, стварни дијаграми би одступали од теоријских, нацртаних на горњој слици.

## Ефикасност
У принципу, топлотна ефикасност се дефинише као однос добијене користи и уложеног: 

{\displaystyle \eta ={\frac {J}{q_{2-3}}}\quad \longmapsto \quad \eta ={\frac {q_{2-3}-|q_{4-1}|}{q_{2-3}}}\quad \longmapsto \quad \eta =1-{\frac {|q_{4-1}|}{q_{2-3}}}}
Довођење топлоте се може заменити са разликом енталпије: 

{\displaystyle \ q_{2-3}=h_{3}-h_{2};\quad \ q_{4-1}=h_{4}-h_{1}}
За идеалан гас, специфична је енталпија h функција је температуре и независна је од притиска, по познатој релацији:
{\displaystyle \ \Delta h=c_{p}\Delta T\quad \longmapsto \quad c_{p}} - је коефицијенат преноса топлоте, при константном притиску
Следи:
{\displaystyle \eta =1-{\frac {T_{4}-T_{1}}{T_{3}-T_{2}}}\quad \longmapsto \quad \eta =1-{\frac {T_{1}}{T_{2}}}\quad \longmapsto \quad \eta =1-{\bigg (}{\frac {p_{1}}{p_{2}}}{\bigg )}^{\frac {\kappa -1}{\kappa }}}

Топлотна ефикасност, за идеалан Брајтонов циклус је: 

{\displaystyle \eta =1-{\frac {1}{\pi ^{\frac {k-1}{k}}}}}
где је {\displaystyle \,\pi =p_{2}/p_{1}} — степен компресије у процесу изентропског процеса (1—2);
{\displaystyle \,k} — коефицијент адијабате (за ваздух износи 1,4)
Последњи однос произилази из употребе једначине за инзетрописку промену температуре у току компресије.
{\displaystyle \ {\frac {T_{1}}{T_{2}}}={\bigg (}{\frac {p_{1}}{p_{2}}}{\bigg )}^{\frac {\kappa -1}{\kappa }}\quad \longmapsto \quad \ {\frac {T_{1}}{T_{2}}}={\frac {T_{4}}{T_{3}}}}

## Методе за повећање снаге
Снага Брајтоновог мотора може се побољшати на следећи начин:
Догревање, где радни флуид у већини случајева, ваздух се шири кроз први степен турбине, а затим пролази кроз другу комору за сагоревање, пре него што са повећаним притиском прође кроз завршни степен турбине. То је предност за повећање снаге, где је могуће постићи резултат, за дати однос компресије без прекорачења ограничења отпорности примењених материјала. Обично је температура око 1000° C) и ако садашњи материјали издржавају и око 2 000° C). Употреба допунског сагоревања за ваздухопловне млазни моторе може се звати догревање, али то је другојачији процес, код кога угрејани гас се шири кроз млазницу а не кроз други степен турбине.

## Методе за побољшање ефикасности
Ефикасност Брајтоновог мотора се може побољшати на следећи начин:
- Повећање радног притиска, са повећањем степена компресије. Међутим, постоје практична ограничења када је у питању повећање односа притиска. Пре свега, то повећава температуру компресора и гаса који он испоручује. То може да доведе до повећане температуре гасова који прелазе границе издржљивости компресора, а и коморе сагоревања. Такође, дужина лопатица се прогресивно смањује, у степену са већим притиском. Са тиме се смањује и ефикасност лопатица, због већег процента компримованог ваздуха који се враћа (цури) назад, између врхова лопатица и зида кућишта мотора. Потпуна је аналогија са аеродинамиком авионског крила, мања виткост већи је индуковани отпор, односно веће је преливање око краја (терминезона) и већи је губитак.
- Интерно хлађење, при чему се радни флуид, пролазећи кроз први део компресора, хлади се, а затим охлађен улази у други степен компресора, пре уласка у комору за сагоревање. То захтева повећање потрошње горива за сагоревање, ово омогућава смањење специфичне запремине флуида који улази у други степен компресора, са пратећим смањењем укупне количине рада потребног за компресију. Постиже се повећање максимално могућег односа притиска због смањене температуре гаса који испоручује компресор и повећава се укупна ефикасност.[2][3]